# Vojnatina
Vojnatina (ungarisch Vajna, 1939–1945 und bis 1907 Vajnatina) ist eine Gemeinde im äußersten Osten der Slowakei mit 232 Einwohnern (Stand 31. Dezember 2024), die zum Okres Sobrance, einem Kreis des Košický kraj, gehört.

## Geographie
Die Gemeinde befindet sich im Hügelland Podvihorlatská pahorkatina im Ostslowakischen Hügelland im nordöstlichen Teil des Ostslowakischen Tieflands, am Bach Kruhovský potok und seinem linksseitigen Zufluss Vojnatinský potok im Einzugsgebiet des Uh. Das Ortszentrum liegt auf einer Höhe von 135 m n.m. und ist vier Kilometer von Sobrance entfernt.
Nachbargemeinden sind Tibava im Westen, Nordwesten und Norden, Koňuš und Priekopa im Nordosten, Porúbka im Osten, Kolibabovce im Südosten und Orechová im Süden und Südwesten.

## Geschichte
Auf dem Gemeindegebiet stand archäologischen Untersuchungen zufolge eine neolithische Siedlung der Bükker Kultur, später Siedlungen der Linearbandkeramischen Kultur, der bronzezeitlichen Piliny-Kultur, der Urnenfelderkultur, weiter Grabstätten aus der Hallstattzeit und der Vandalen und schließlich eine slawische Siedlung aus dem 9. und 10. Jahrhundert.
Vojnatina wurde zum ersten Mal 1336 als Voynatyna, Waynatyna schriftlich erwähnt, weitere historische Bezeichnungen sind unter anderen Waynatiba, Waynatina (1337), Vaynatinatyba (1364), Vajnatina (1773) und Woňatina (1808). 1374 stand eine Mühle im Dorf, das Teil der Herrschaft Großmichel und Tibava war. Bis zum 17. Jahrhundert stammten die Gutsherren aus der Familie Tibay, im 19. Jahrhundert waren dies die Familien Sztáray und Widder.
1427 wurden 25 Porta verzeichnet. 1828 zählte man 57 Häuser und 447 Einwohner.
Bis 1918/1919 gehörte der im Komitat Ung liegende Ort zum Königreich Ungarn und kam danach zur Tschechoslowakei beziehungsweise heute Slowakei. In der ersten tschechoslowakischen Republik waren die Einwohner als Handwerker und Landwirte beschäftigt. Als Folge des Slowakisch-Ungarischen Kriegs war der Ort von 1939 bis 1944 noch einmal Teil Ungarns. Nach dem Zweiten Weltkrieg wurde 1952 die örtliche Einheitliche landwirtschaftliche Genossenschaft (Abk. JRD) gegründet, ein Teil der Einwohner pendelte zur Arbeit in Industriebetriebe in Sobrance, Košice (dort insb. in den Ostslowakischen Stahlwerken), Brünn und anderswo.

## Bevölkerung
| Jahr                | 1994 | 2004    | 2014    | 2024    |
| ------------------- | ---- | ------- | ------- | ------- |
| Anzahl der Personen | 259  | 238     | 246     | 232     |
| Unterschied         |      | −8,10 % | +3,36 % | −5,69 % |

| Jahr                | 2023 | 2024    |
| ------------------- | ---- | ------- |
| Anzahl der Personen | 233  | 232     |
| Unterschied         |      | −0,42 % |

Nach der Volkszählung 2011 wohnten in Vojnatina 240 Einwohner, davon 236 Slowaken und ein Tscheche. Drei Einwohner machten keine Angabe zur Ethnie.
135 Einwohner bekannten sich zur römisch-katholischen Kirche, 71 Einwohner zur griechisch-katholischen Kirche, jeweils drei Einwohner zur Evangelischen Kirche A. B. und zur reformierten Kirche sowie jeweils ein Einwohner zur reformierten Kirche und zur orthodoxen Kirche. Bei 26 Einwohnern wurde die Konfession nicht ermittelt.

## Bauwerke
- römisch-katholische Kreuzerhöhungskirche im Renaissancestil aus der Mitte des 16. Jahrhunderts, 1718 barockisiert[6]

## Verkehr
Durch Vojnatina führt die Cesta III. triedy 3801 („Straße 3. Ordnung“) von Tibava (Kreuzung mit der Cesta I. triedy 19 („Straße 1. Ordnung“)) heraus und weiter nach Porúbka, Koromľa und Petrovce. Von ihr zweigt die Cesta III. triedy 3802 Richtung Priekopa ab.